# 独立系ファイナンシャルアドバイザー
独立系ファイナンシャルアドバイザー（どくりつけいファイナンシャルアドバイザー、英: Independent Financial Adviser, IFA）は、金融機関に属さず、独立・中立の立場で世界中の金融商品を紹介できるファイナンシャルアドバイザーのこと。イギリスやアメリカを中心に発達した。

## 概要
独立系と名乗るだけに特定の証券会社などに属さないため、客観的かつ公正に投資判断材料を提供できることから、特に資産家層などからの需要がある。類似の職業としてファイナンシャル・プランナー（FP）があるが、独立系ファイナンシャルアドバイザー（IFA）は金融商品仲介業者であるため、顧客に対し個別具体的な金融商品の提案を行い、買い付け契約等の実行支援をすることができることに特徴がある。業務自体は証券会社などの金融商品取引業者や金融機関と契約を結んだ上で行われるが、複数の金融機関と契約を結んでおり、経営も独立しているため、顧客の目的に最も適した金融商品を紹介できる。
IFAは、顧客の価値観やライフプランを踏まえた上で、家族・年齢構成、収入・支出状況、投資、年金、保険、ローン、および生活設計や貯蓄目標などに関して詳細な調査（英語圏においてはfactfindとも呼ばれる）を行い、調査結果に基づいて資産設計を行う。これに続き、目的を達成するために必要な行動や、顧客のニーズに合った適切な金融商品を紹介する。不動産、相続、税および法律問題について助言を行うこともある。
歴史的にはイギリスで発達した職業であり、「独立系ファイナンシャルアドバイザー」という名称もイギリス発祥である。1988年当時、イギリス政府はファイナンシャルアドバイザーに対し、単一の保険会社や金融機関に所属するか独立するかのどちらかを強制する分極化制度を導入していた。後者の道を選んだアドバイザーを指して、「独立系ファイナンシャルアドバイザー」という名称が生まれた。
近年ではロボアドバイザーが発達・普及しているが、アメリカなどでは金融商品の選択基準や運用方法などを助言する、投資助言を兼ねた投資環境設定のサポーター的な立ち回りで活躍している。

## 各国における動向

### イギリス
IFA発祥国であるイギリスでは、IFAの業務は金融行為規制機構（FCA）によって規制されており、厳格な資格と能力の要件を満たす必要がある。各アドバイザーはFCAに登録された会社の代表者または指名された代表者でなくてはならない。FCAは、アドバイザーが代表を務める会社に対し、アドバイザーが適切な資格を持っていることを保証することを要求する。適切な資格は、FCAの要請により金融サービススキルカウンシルによって決定される。
IFAに関する団体として、IFAネットワークが存在する。イギリスの全てのファイナンシャルアドバイザーは、2000年金融サービス・市場法（Financial Services and Markets Act 2000）に基づいて、認可または規制を免除される必要がある。IFAネットワークに加盟することで、各IFAは規制を免除される資格を得る。 

#### 2013年からの新しい規則
イギリスでは、2012年12月31日からら個人向け金融商品販売制度改革（Retail Distribution Review）が施行された。これによりIFAは、投資の新規販売に関して金融サービス会社からコミッションを受け取ることが原則としてできなくなった。その代わりに、提供するサービスに関して独自の料金を設定し、サービスを提供する前に料金について顧客と合意し、この基準を満たしていないアドバイスには制限付きであることを明示しなくてはならなくなった。また、FCAに対して市場のすべての適切な製品をレビューし、公正で公平かつ無制限のアドバイスを提供していることを実証できる必要があることも定められた。これは、IFAのアドバイスをより純粋に独立したものとし、手数料をより透明化することを目的としている。

### アメリカ
アメリカにおいては、2017年時点で約12万人のIFAが活動している。近年では、大手証券会社の営業マンから転身してIFAとなる者も多い。
アメリカのIFAは、投資顧問業者（Registered Investment Advisers, RIA）の側面が強く、投資顧問として顧客にアドバイスを行い、アドバイス料（投資顧問料）を顧客から受け取るというケースが多い。そのため、顧客の利益を優先し、いかなる利益相反についても開示・回避しなければならない。 

### 日本
日本においては、IFAになるために特別な資格は必要とされていないものの、金融商品仲介業者としての登録を行う必要がある。登録は個人・法人どちらでも行うことができる。また、IFAが所属する団体としては日本IFA協会がある。
日本国内でIFAという職業が生まれたのは、1990年代後半から2000年代初頭にかけての金融ビッグバンがきっかけとされている。さらに、2007年の金融商品取引法改正により、証券仲介業が金融商品仲介業と改称され、金融商品の販売チャンネルの増加や顧客サイドに立った金融商品の販売体制がより一層求められることになったことで、会社のノルマなどに縛られず独立・中立の立場で金融商品を紹介できるIFAに注目が集まった。しかし数はまだ多くなく、2023年11月30日現在で678名にとどまる。
日本のIFAは、アメリカにおける独立ブローカー・ディーラー（Independent Broker-Dealers, IBD）に近く、資産運用や投資の手段・方法の紹介者というよりも金融商品の仲介者としての側面が強い。証券会社等の商品を販売し、その手数料を証券会社等から報酬として受け取るという形態を取っていることから、ある程度の売買頻度がないと収入が変動しやすいという問題点もある。
2020年1月現在では日本の制度では金融商法が厳しくなったため実装は難しいかもしれないが、投資助言業やPBと平行した資産コンサルティング要員を意図した制度ができれば成長可能性はあると考えられる。たとえば一族資産の承継などはロボアドバイザーで回答できるのは合理的な、行政書士や司法書士的な回答となる可能性が高い（ディープラーニングが進めばそれも変わるかもしれない）が、こういった不可視な金融需要に応えられるのは本来のIFAである。特に日本のように税法や税率の変化が速い国では求められる可能性が高い分野でもあるが、FPという制度がある手前住みわけが難しいなどの理由で発展していないのかもしれない。ただしFP業務は金融商品を取り扱えないため、実際にFP会社がIFAを併存させているケースがみられる。